# Michael Thonet

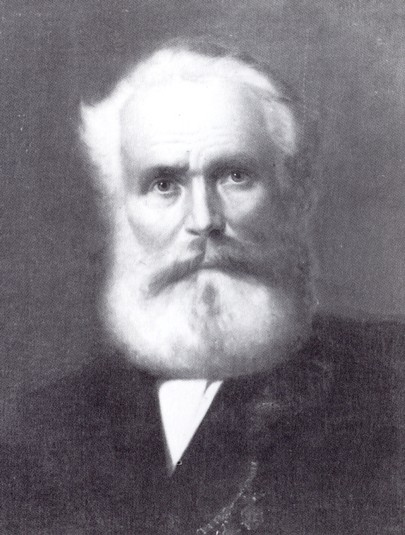
Michael Thonet

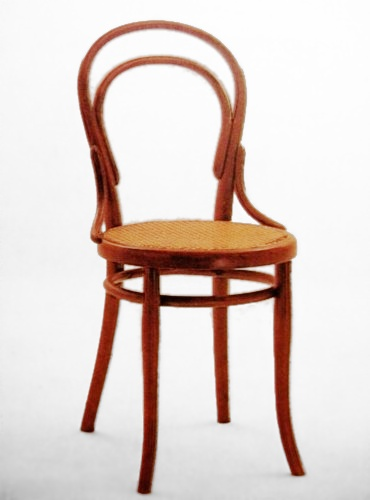
„Krzesło nr 14” (Konsumstuhl Nr. 14) z roku 1859

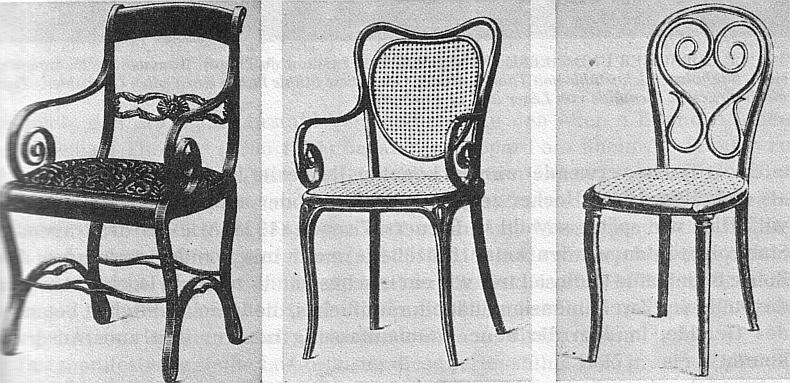
Krzesła z drewna giętego Michaela Thoneta z roku ok. 1850

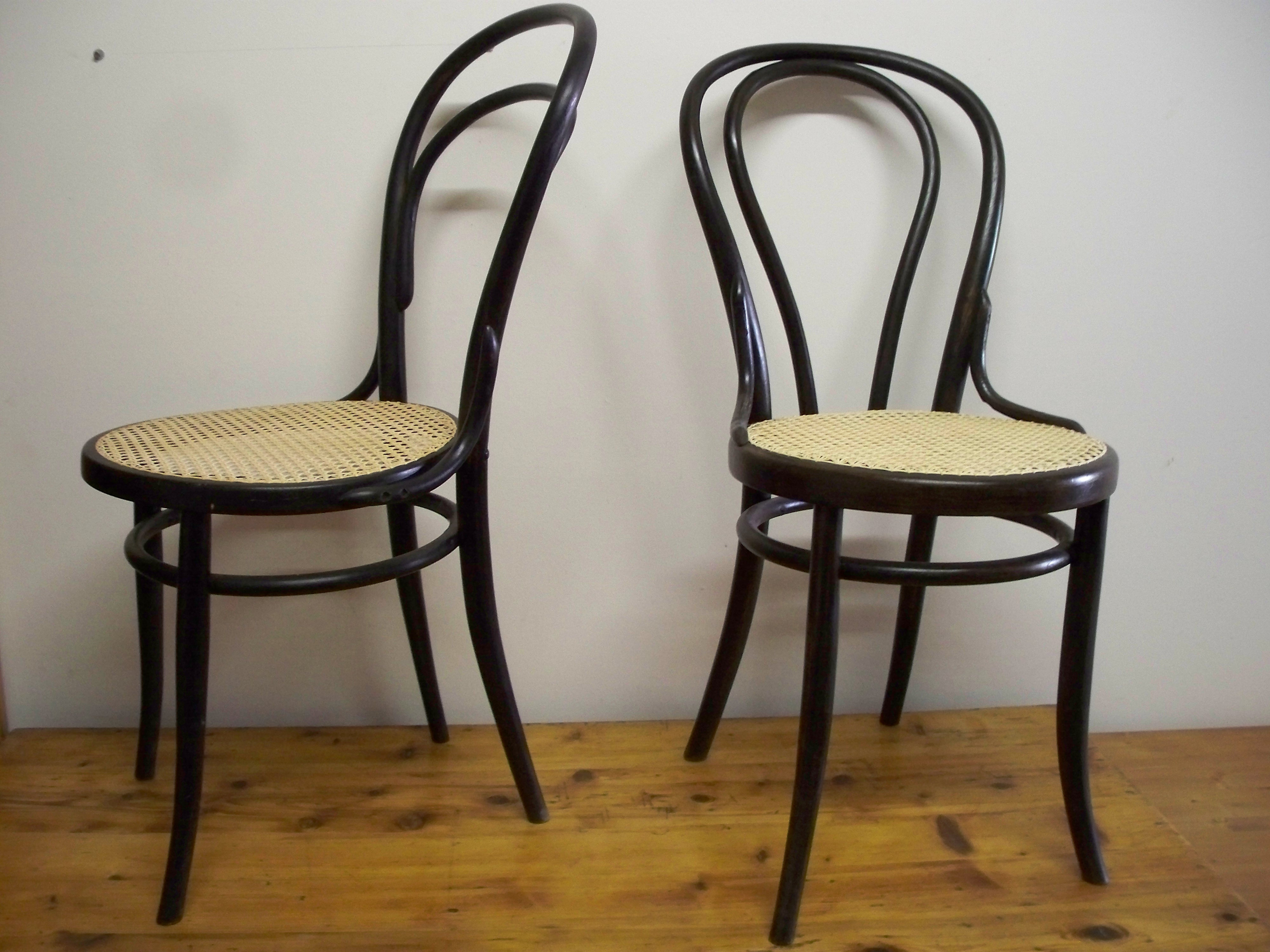
Krzesła Thoneta – produkcja współczesna

Michael Thonet (ur. 2 lipca 1796 w Boppard, Niemcy, zm. 3 marca 1871 w Wiedniu) – niemiecko-austriacki stolarz i pionier przemysłowej produkcji mebli.

## Życiorys
Thonet był synem mistrza garbarza, Franza Antona Thoneta z Boppard. Po odbyciu nauki na cieślę, Thonet otworzył swój własny warsztat w 1819 roku. Rok później ożenił się z Anną Grahs, z którą miał siedmiu synów i sześć córek. Tylko pięciu synów przeżyło dzieciństwo.
W latach trzydziestych XIX wieku, Thonet próbował wykonywać meble z drewna giętego. Początkowo eksperymentował z materiałem klejonym z kilku warstw forniru. Pierwszym sukcesem był tzw. Bopparder Schichtholzstuhl z roku 1836. Thonet zyskał znaczną niezależność w roku 1837 po nabyciu fabryki kleju, który stosował do wyrobu swoich mebli. Jednak nie udało mu się uzyskać opatentowania swojej technologii wyrobu mebli w Prusach w 1840 r., patent przyznano mu w Paryżu w 1841 r.
Na targach w Koblencji w 1841 roku, Thonet spotkał księcia Klemensa Wenzela von Metternich, który był entuzjastą mebli Thoneta i który stwierdzając: „W Boppard będzie Pan zawsze biedny. Proszę przyjechać do Wiednia”, zaprosił go na dwór do Wiednia.
Kiedy zakład w Boppard popadł w trudności finansowe, Thonet sprzedał go i wraz z rodziną przeniósł się do Wiednia w 1842 r. Tutaj pracował wraz z synami nad wystrojem wnętrz Pałacu Liechtenstein jako podwykonawca znanego w Wiedniu wytwórcy mebli Carla Leistlera. Odegrał również dużą rolę przy pracach nad wystrojem Pałacu Schwarzenberg. Kawiarnia „Café Daum” była pierwszym oficjalnym lokalem, w której od około roku 1850 znajdowały się wyłącznie krzesła Thoneta. Krzesło numer 4 od tamtych czasów jest klasycznym krzesłem wiedeńskich kafejek.
W roku 1849 jeszcze raz założył własne przedsiębiorstwo, które przekazał swoim synom w roku 1853 nadając mu firmę Bracia Thonet – „Gebrüder Thonet”.
W roku 1850 Thonet wykonał Krzesło numer 1. Na Wielkiej Wystawie Światowej w Londynie w 1851 roku zdobył brązowy medal za swoje meble. Były to meble wykonane z klejonych ze sobą i giętych prętów z palisandru, stosunkowo drogiego materiału, co sprawiało, że były produktem luksusowym. Wyróżnienie na wystawie przyniosło mu światowe uznanie. Na następnej Wielkiej Wystawie Światowej w Paryżu w 1855 roku, otrzymał srebrny medal. W roku 1857 ruszyła produkcja w nowej fabryce mebli w Koryčanach na Morawach, a potem otwierano kolejne zakłady w miejscowościach Bystrice pod Hostynem i Vsetin.
Stopniowo Thonet przestał używać do produkcji mebli drewna klejonego warstwowo, zastępując je prętami bukowymi. Drewno początkowo było rozmiękczane poprzez gotowanie w wodzie lub parze wodnej, a następnie było suszone w specjalnych metalowych formach, które przejmowały napięcia związane z suszeniem i zapobiegały pękaniu materiału. Właśnie z meblami wykonanymi z giętej buczyny (określanymi jako meble thonetowskie) Michael Thonet jest najbardziej kojarzony.
W roku 1859 powstało słynne Krzesło numer 14 znane jako Konsumstuhl Nr. 14. Jest to „krzesło wszystkich krzeseł” (dzisiaj model 214). Do czasów współczesnych wyprodukowano ok. 60 milionów sztuk tego modelu, należy do tej liczby dodać liczne kopie sprzedawane przez konkurentów Thoneta. Za jego projekt Thonet otrzymał złoty medal na Wystawie Światowej w Paryżu w 1867 roku.

## Nagrody dla Gebrüder Thonet do roku 1871
- 1851 Wystawa Światowa w Londynie, brązowy medal
- 1854 Wystawa Przemysłowa w Monachium, brązowy medal
- 1855 Wystawa Światowa w Paryżu, srebrny medal
- 1862 Wystawa Światowa w Londynie, brązowy medal
- 1862 Niederösterreichischer Gewerbeverein w Wiedniu, srebrny medal
- 1864 Wystawa in Linzu, srebrny medal
- 1865 Wystawa Światowa w Dublinie, brązowy medal
- 1865 Wystawa w Salzburgu, srebrny medal
- 1865 Gewerbe-Industrieausstellung Stettin, brązowy medal
- 1865 Międzynarodowa Wystawa w Kolonii, srebrny medal
- 1866 Land- und Forstwirtschaftliche Ausstellung w Wiedniu, srebrny medal
- 1867 Landwirtschaftliche Ausstellung w Salzburgu, srebrny medal
- 1867 Wystawa Światowa w Paryżu, złoty medal
- 1869 Międzynarodowa Wystawa Ogrodowa w Hamburgu, srebrny medal
- 1869 Międzynarodowa Wystawa w Amsterdamie, złoty medal
- 1869 Wystawa Altona, złoty medal
- 1870 Wystawa Cassel, złoty medal

(źródło: Publikacja Braci Thonet z 1896 „Festschrift der Gebrüder Thonet von 1896”)

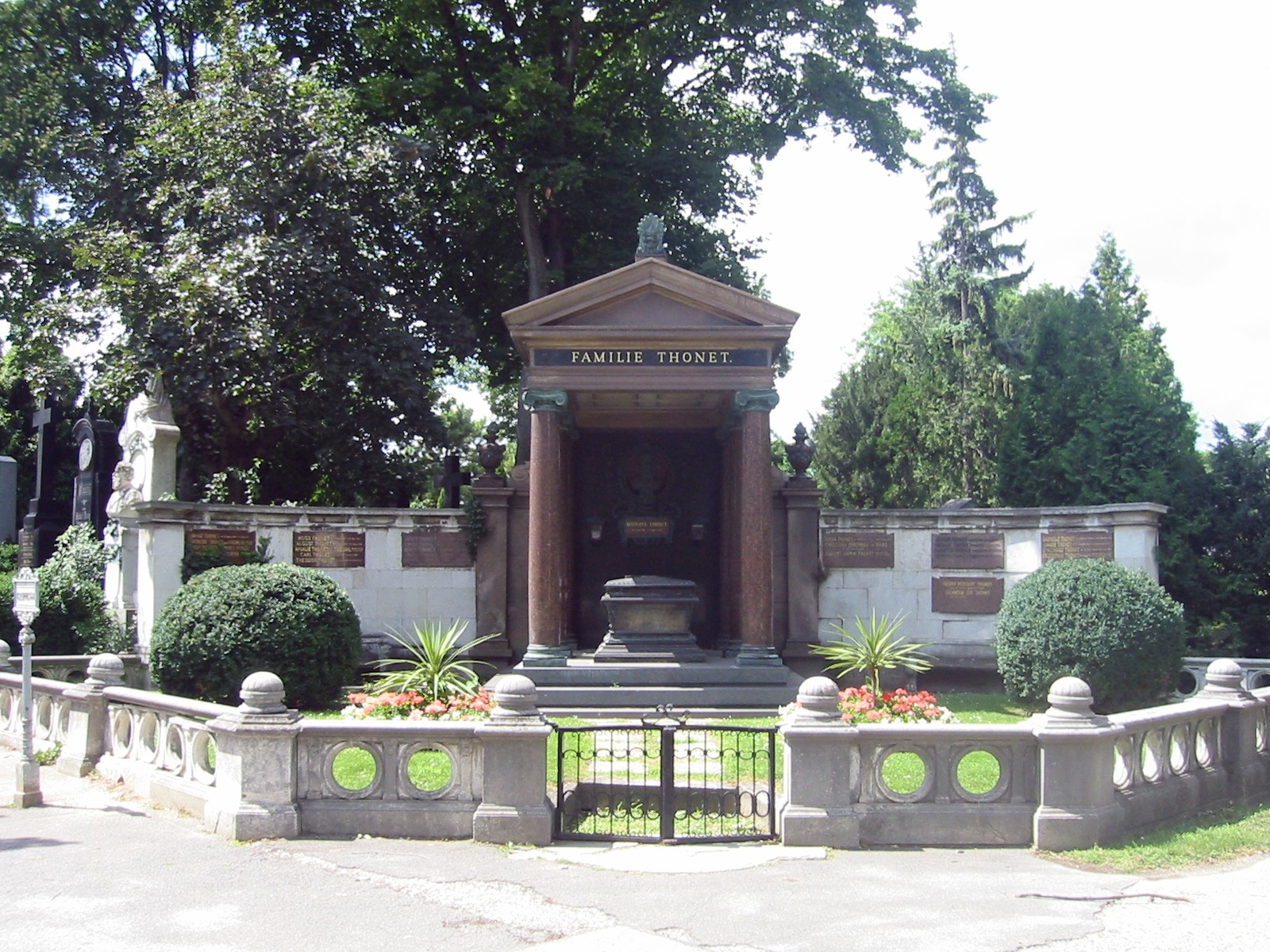
Grobowiec Rodziny Thonet na Cmentarzu Centralnym w Wiedniu

Dzisiaj można zwiedzać muzeum znajdujące się w Fabryce Mebli we Frankenbergu.
Kiedy Michael Thonet zmarł w roku 1871 w Wiedniu, Gebrüder Thonet sprzedawała swoje krzesła w całej Europie, Chicago i Nowym Jorku. Thonet został pochowany najpierw na cmentarzu Sankt Marxer Friedhof w Wiedniu. W 1888 roku przeniesiono jego grób do grobowca rodzinnego na Cmentarzu Centralnym w Wiedniu.